# 1848 en mathématiques
Cet article présente les faits marquants de l'année 1848 en science.

## Naissances
- 24 mars : Jules Tannery (mort en 1910), mathématicien français.
- 31 mars : Diederik Korteweg (mort en 1941), mathématicien appliqué néerlandais.
- 22 mai : Hermann Schubert (mort en 1911), mathématicien allemand.
- 1er juillet : Emil Weyr (mort en 1894), mathématicien austro-hongrois.
- 4 septembre : Heinrich Bruns (mort en 1919), mathématicien et astronome allemand.
- 5 novembre : James Whitbread Lee Glaisher (mort en 1928), mathématicien anglais.
- 8 novembre : Gottlob Frege (mort en 1925), mathématicien, logicien et philosophe allemand.

## Décès
- 21 mai : Pierre-Laurent Wantzel (né en 1814), mathématicien français.
- 18 décembre : Bernard Bolzano (né en 1781), mathématicien bohémien, de langue allemande.